# Hirvensalo
Hirvensalo est une île de l'archipel finlandais, relevant sur le plan administratif de la ville de Turku. 

## Géographie
L'activité économique se concentre dans la banlieue de Moikoinen, qui dispose d'une école, de commerces, d'une église luthérienne et d'un bureau de poste. La population totale de l'île s'élève à 6 547 habitants.

## Districts
Elle est divisée en quatorze quartiers, dont les plus étendus sont Moikoinen, Kukola et Haarla. 
- Friskala
- Haarla (Harlax)
- Illoinen (Illois)
- Jänessaari
- Kaistarniemi (Kaistarudden)
- Kukola
- Lauttaranta (Färjstranden)
- Maanpää
- Moikoinen (Moikois)
- Oriniemi
- Papinsaari
- Pikisaari (Beckholmen)
- Särkilahti
- Toijainen (Toijais)